# スクロール (小説)
『スクロール』は、橋爪駿輝による日本の連作短編集。2017年10月18日に講談社から刊行された。
2023年に実写映画版が公開された。

## 収録作品
- 童貞王子

ある日、ハルという名の女子高生が自宅にやって来た。どうやら僕の部屋の隣にハルの元カレが暮らしているらしいのだが、その理由が元カレの音だけでもいいから聞きたいからだという。そんなある日、隣の部屋から物音が聞こえてきて、ハルの元カレが引っ越すことになったことが分かる。

- 麗しい美しい

普通に暮らして、それなりの会社に勤めて、退屈しない生活を送れればそれで幸せだって思っていたのに、ただそれだけなのにどうにもこうにも人生の歯車が上手く回ってくれない。就職活動だって八方ふさがりの状態だし、さらに不幸なことに彼女がよその連中に寝取られてしまった。

- （バルブ・フィクション）

- まっすぐ立てない

- スクロール

運がいいというか、何とか就職することができたテレビ局だが、希望の部署ではなく、半ば燻っていた時にバーで出会った菜穂と付き合うことになった。互いに多忙な中でもどうにか時間を作って会ったりしていたのだが、俺がある事件取材に駆り出されたことがきっかけで、菜穂との関係が一気に変わってしまう。

## 書誌情報
- 橋爪駿輝『スクロール』 
  - 単行本：講談社、ISBN 978-4-06-220795-9、2017年10月18日発売
  - 文庫本：講談社文庫、ISBN 978-4-06-530203-3、2022年12月15日発売

## 映画
表題にある同名短編小説の実写映画化作品として、2023年2月3日に公開された。監督は清水康彦、主演は北村匠海と中川大志。

### キャスト
- 僕：北村匠海
- ユウスケ：中川大志
- 菜穂：松岡茉優[4]
- 私：古川琴音[4]
- 水橋研二
- ハル：莉子
- 森：三河悠冴
- 佳子：志保
- MEGUMI
- 金子ノブアキ
- 忍成修吾
- 森の母：相田翔子
- 菜穂の母：宮田早苗

### スタッフ
- 原作：橋爪駿輝『スクロール』（講談社文庫）
- 監督・脚本・編集：清水康彦
- 脚本：金沢知樹、木乃江祐希
- 主題歌：Saucy Dog「怪物たちよ」（A-Sketch）[5]
- 製作：坂本香、鷲見貴彦、小山洋平、佐久間大介、浅田靖浩
- エグゼクティブプロデューサー：麻生英輔、木村麻紀
- チーフプロデューサー：小林有衣子
- プロデューサー：八木佑介、野村梓二
- キャスティングプロデューサー：本多里子
- 音楽：香田悠真
- 撮影：川上智之
- 照明：穂苅慶人
- 録音・音響効果：桐山裕行
- 美術：松本千広
- 衣装：服部昌孝
- ヘア：HORI
- メイク：NOBUKO MAEKAWA
- 監督補：長田亮
- VFX：宮城雄太
- 助監督：草場尚也
- 制作担当：小林慶太郎
- ラインプロデューサー：門馬直人、安藤光造
- アシスタントプロデューサー：金川紗希子
- 配給：ショウゲート
- 制作プロダクション：イースト・ファクトリー
- 製作幹事：TBSグロウディア、ベンチャーバンクエンターテインメント
- 製作：映画「スクロール」製作委員会（講談社、博報堂DYミュージック&ピクチャーズ、TBSテレビ、TBSグロウディア、ベンチャーバンクエンターテインメント、イースト・ファクトリー）